# Dasyomma vittatum
Dasyomma vittatum är en tvåvingeart som beskrevs av Malloch 1932. Dasyomma vittatum ingår i släktet Dasyomma och familjen bäckflugor. Inga underarter finns listade i Catalogue of Life.